# Thalictrum maritimum
Thalictrum maritimum là một loài thực vật có hoa trong họ Mao lương. Loài này được Dufour miêu tả khoa học đầu tiên năm 1860.